# Codophila varia
Codophila varia (лат.) — вид клопов из семейства настоящих щитников, распространённый в большинстве стран Европы, на Кавказе, в Передней и Средней Азии, Северной Америке.

## Описание
Взрослые клопы достигают длины тела 9—14 мм. Встречаются с июня по август. Многоядны. Питаются растениями из семейств Asteraceae (особенно Echinops spinosus) и Apiaceae. Зимуют взрослые клопы. Два поколения в год.

## Классификация
Вид разделяется на два подвида:
- Codophila varia varia (Fabricius, 1787)
- Codophila varia longicornis Fuente, 1972